# Becoming X
Becoming X — дебютний студійний альбом гурту «Sneaker Pimps», випущений влітку 1996 року, лейблом Clean Up Records.

## Композиції
1. "Low Place Like Home" − 4:38
2. "Tesko Suicide" − 3:48
3. "6 Underground" − 3:54
4. "Becoming X" − 4:15
5. "Spin Spin Sugar" − 4:21
6. "Post-Modern Sleaze" − 5:21
7. "Waterbaby" − 4:12
8. "Roll On" − 4:28
9. "Wasted Early Sunday Morning" − 4:29
10. "Walking Zero" − 4:31
11. "How Do" − 5:03
12. "6 Underground (Nellee Hooper Edit)" − 3:54 (бонус-трек на американському виданню)